# Buque Oceanográfico Sarmiento de Gamboa
El Buque Oceanográfico Sarmiento de Gamboa es un buque español de Investigación Oceanográfica Multipropósito operado por el Consejo Superior de Investigaciones Científicas (CSIC). Toma su nombre de Pedro Sarmiento de Gamboa, navegante español del siglo XVI.

## Historial
Su construcción fue autorizada por el Gobierno en 2004 y fue botado en 2006 en presencia de la reina Sofía. Fue realizado por Construcciones Navales P. Freire en Vigo (Pontevedra, España), y tiene un área de operación mundial, exceptuando las zonas polares. La financiación es de la Junta de Galicia, el Ministerio de Educación y Ciencia y el CSIC. Tiene una eslora total de 70,5 metros, una manga de 15,5 metros y tiene propulsión por motores diésel y eléctricos.